# Only You (2009)
Only You é uma telenovela filipina exibida pela ABS-CBN entre 27 de abril e 28 de agosto de 2009, estrelada por Angel Locsin, Diether Ocampo, Iya Villania e Sam Milby. É um remake filipina da série de televisão sul-coreana de mesmo nome que foi produzida e exibida em 2005 pela SBS e estrelada original por Han Chae-young, Jo Hyun-jae, Lee Chun-hee e Hong Soo-hyun.

## Elenco

### Elenco principal
- Angel Locsin como Jillian Mendoza
- Sam Milby como Theodore "TJ" Javier Jr.
- Diether Ocampo como Jonathan Sembrano
- Iya Villania como Trixie Gonzales

### Elenco de apoio
- Tirso Cruz III como Theodore "Teddy" Javier Sr.
- Dimples Romana como Dina Javier
- Bing Pimentel como Erika Javier
- Irma Adlawan como Corazon "Cora" Mendoza
- Vice Ganda como Bicky Tio
- Al Tantay como Fernando "Nanding" Mendoza/Ramon
- Dick Israel como Rodolfo "Rod" Sembrano/Elvis
- Ella Cruz como Andrea Mendoza
- Elijah Magundayao como Joshua Mendoza Javier
- Candy Pangilinan como Chef Minnie

### Elenco estendida
- Carla Humphries como Agnes Aguirre
- Franzen Fajardo como Aji
- Justin Cuyugan como Vince Lapuz III
- JC Cuadrado como Derek
- Jose Sarasola como George
- Gabe Mercado como Boyet Marcos
- Gladys Reyes como Dorina Sanchez
- Matt Ranillo III como Victor Vasquez
- Melanie Marquez como Palmira Lapuz

### Elenco de convidados
- Ian Galliguez como China
- Angel Sy como Jillian Mendoza (jovem)
- Jacob Rica como Theodore "TJ" Javier Jr. (jovem)
- Francis Magundayao como Jonathan Sembrano (jovem)
- Hennesy Lee como Trixie Gonzales (jovem)
- Amy Perez as Emily